# Route nationale 457
Die Route nationale 457, kurz N 457 oder RN 457 war von 1933 bis 1973 eine französische Nationalstraße, die zwischen Neuvy-sur-Loire und Aisy-sur-Armançon, von der N 77 und N 151 zweigeteilt, verlief. Ihre Gesamtlänge betrug 103,5 Kilometer.